# Oxytropis surculosa
Oxytropis surculosa är en ärtväxtart som beskrevs av Karl Heinz Rechinger. Oxytropis surculosa ingår i släktet klovedlar, och familjen ärtväxter. Inga underarter finns listade i Catalogue of Life.